# Rosaflor e a Moura Torta
Rosaflor e a Moura Torta é uma obra publicada pelo escritor brasileiro Pedro Bandeira recontando a história da Moura Torta ou também conhecida como "O Amor das Três Laranjas".

## Sinopse
O conto do livro é narrado por um rio. Certa vez, os três filhos do rei de Sevilha decidiram sair pelo mundo em busca de seus destinos. O pai deles lhes dá então, nada mais que três laranjas, uma para cada um, alertando-lhes para que só abram as frutas quando estiverem perto d'água. O primeiro filho, quando caminhava em um deserto morrendo de sede, decidiu abrir sua laranja para se refrescar, e de lá saiu uma flor branca pedindo-lhe água. Como no meio do deserto não havia nem sinal de água, a planta murchou e a laranja apodreceu. O segundo filho, quando escalava uma montanha muito fria, não resistiu à fome e abriu sua laranja lá mesmo. Da fruta saiu uma flor vermelha que também pedia água. O lugar também era seco, e a plantinha murchou desidratada, e a fruta apodreceu. Já o filho mais novo deu muita atenção ao alerta do pai, e por mais que sentisse sede e fome, não abriu sua laranja até chegar perto de um rio. Ao abrir, se deparou com uma flor cor-de-rosa, que assim como as outras, pediu-lhe água. O rapaz regou a planta com a água do rio, e esta se transformou numa linda mulher completamente despida de suas vestes, afirmando se chamar Rosaflor. Apaixonado pela moça, o filho do rei pediu que ela esperasse em cima de uma árvore à beira do rio enquanto ele lhe trazia roupas apropriadas. Foi o que ela fez.
De repente, uma certa Moura Torta que buscava água do rio, quando enchia seu pote se deparou com o reflexo de Rosaflor, e pensando ser sua própria imagem refletida, quebrou o pote em vinte pedaços e voltou para a casa da patroa pensando que mulher linda como ela não devia carregar água para os outros. Quando se olhou no espelho, percebeu que continuava aquela mesma Moura Torta, e desiludida tornou a buscar água do rio. Quando encontrou novamente o reflexo de Rosaflor, pensou ter se tornado aquela mulher linda, mas observando que a moça do reflexo gargalhava, olhou para cima e percebeu que aquele era o reflexo de Rosaflor. Furiosa, se ofereceu a pentear os cabelos de Rosaflor enquanto esta lhe contou toda a sua história. De repente, a Moura Torta fincou uma agulha na cabeça de Rosaflor, que se transformou numa pombinha e saiu voando.
A Moura Torta, então decidiu tirar sua roupa e subir em cima da árvore, querendo passar-se por Rosaflor. Quando o filho do rei chegou, se deparou com aquela figura horrorosa e perguntou o que tinha acontecido com ela. A Moura explicou que aquele sol tão forte lhe fez ficar preta como era. Vestindo as roupas e indo até o palácio, a Moura Torta conseguiu se casar com o príncipe e se tornar a mais nova princesa. Um dia, Rosaflor transformada em pombinha voou até o palácio, e se meteu em várias confusões, até Moura Torta vê-la e mandar que a cozinhassem para o jantar. O cozinheiro, porém, quando mergulhava a pombinha n'água quente, percebeu a agulha na cabecinha da pobre ave, e resolveu tirá-la, transformando-a novamente na bela Rosaflor. Depois de descobrir que foi ludibriado, o príncipe castiga Moura Torta e se casa com a Rosaflor.

## Origens
A história na verdade passa-se na Espanha durante a ocupação árabe. Já fora contada anteriormente no livro Contos Populares do Brasil, de Sílvio Romero, e recontada no livro de Monteiro Lobato Histórias de Tia Nastácia (que baseia-se fluentemente na obra de Romero). Porém, na versão deste livro não são retratadas laranjas, e sim melancias. A Moura Torta é, na verdade uma velha e feia bruxa moura que transforma Rosaflor em um pombo ao espetar uma agulha em sua cabeça, assemelhando-se das técnicas de vudu.
Existe uma ópera italiana chamada O Amor das Três Laranjas, que conta uma história parecida com a do conto, porém com mais tramas paralelas e alguns pontos distorcidos.
Pedro Bandeira na verdade publicou o livro para explicar sua outra obra O Fantástico Mistério de Feiurinha, que entre suas personagens de contos maravilhosos está descrita a Rosaflor da história, a quem muitos leitores não souberam identificar. No filme Xuxa em O Mistério de Feiurinha, baseado no livro, porém, Rosaflor não aparece.